# Thịt rút xương
Thịt rút xương là phần thịt sau khi đã loại bỏ hết phần xương, đôi khi là cả da, để dùng làm thực phẩm chế biến. Ư điểm của loại thịt này là giúp cho dễ chế biến, nấu nướng và bảo quản; nhưng nhược điểm là trong khi nấu, món ăn sẽ không có thêm cơ hội hấp thụ hương vị (chất ngọt) và khoáng chất từ xương.